# Santa Filomena (Pernambuco)
Santa Filomena é um município brasileiro do estado de Pernambuco. Localizado no extremo oeste do estado, inserido na região do Araripe, e distante 715 km da capital.   

## História
A localidade surgiu oficialmente em 1895, quando foi registrado o direito de posse com uma área de terra, pertencente ao patrimônio da Igreja Nossa Senhora dos Remédios, sendo doado o terreno: uma parte por José Jacobina de Carvalho ao norte, a outra parte ao sul por Leonardo Rodrigues Coelho de Macedo, a posse da Fazenda para o direito da terra foi doada por Lucindo Rodrigues Coelho de Macedo, que doou 100 mil réis de posse pertencente à Fazenda Queimada, sendo registrado ainda no ano de 1895. Nessa época Santa Filomena pertencia à comarca do município de Santa Maria da Boa Vista e recebeu o primeiro nome: ”Queimada do Máximo”. 
Segundo os antepassados, um senhor chamado Máximo construiu a primeira moradia neste terreno, então a partir daí ficaram chamando de Queimada do Máximo. Os donos das terras vizinhas quando viram a iniciativa de formar o povoado se uniram e construíram outras casas próximas, surgindo um pequeno aglomerado urbano. A partir de 08 de setembro de 1934 o Padre Luiz Gonzaga Kehrle, que era vigário de Araripina, fez freguesia nessa localidade que pertencia à Paróquia de Barra de São Pedro e a nomeou de Santa Filomena. Com a mudança de gestor em Ouricuri, o prefeito Oliveira Pessoa alterou o nome de Santa Filomena para Munduri.  
O topônimo de Munduri permaneceu de 1955 a 1956 e no ano de 1956 através do então vereador Raimundo de Castro Ferreira, que apresentou um Projeto de Lei na Câmara de Ouricuri, em que foi aprovado por unanimidade, e sancionado pelo prefeito, onde a denominação de de Santa Filomena foi restaurada definitivamente. 
Em 29 de setembro de 1995 depois muitas solicitações populares, e políticas, o então governador do Estado - Miguel Arraes de Alencar - sancionou a Lei nº 11.263 em que desmembra Santa Filomena do munícipio de Ouricuri. Administrativamente, o município é subdividido em cinco distritos: sede, Campo Santo, Socorro, Livramento e Poço Comprido.  

## Política
No ano de 1996 aconteceu a primeira eleição para prefeito onde foi eleito Geni Lemos de Vasconcelos como primeiro prefeito e, desde a emancipação, 4 gestores assumiram a prefeitura, sendo que Pedro Gildevan Coelho Melo é o detentor do maior número de mandatos, com quatro no total. A Câmara Municipal de Vereadores é composta por 9 vereadores eleitos para mandato de 4 anos.
Lista de prefeitos de Santa Filomena - PE
1. Geni Lemos de Vasconcelos (1997 a 2000)
2. Pedro Gildevan Coelho Melo (2001 a 2008)
3. Evaneide Antônia de Melo (2009 a 2012)
4. Pedro Gildevan Coelho Melo (2013 a 2016)
5. Cleomatson Coelho de Vasconcelos (2017 a 2020)
6. Pedro Gildevan Coelho Melo (2021 - atualidade)

## Geografia
Localiza-se a uma latitude 08º09'45" sul e a uma longitude 40º36'56" oeste, estando a uma altitude de 630 metros. Sua população de acordo com o Censo 2022 é de 12.106 habitantes.
O município de Santa Filomena está inserido na unidade geoambiental da Depressão Sertaneja e na bacia do Rio São Francisco.